# Wilfried Knight
Wilfried Knight (19. února 1975, Německo – 5. března 2013, Vancouver, Kanada) je umělecké jméno francouzského pornoherce a modela působícího převážně ve Spojených státech.

## Biografie
Wilfried Knight se narodil v Německu, ale vyrůstal bez rodičů ve francouzském Champagne. V roce 1997 absolvoval studium v oboru evropského sociálního práva, který předtím studoval ve Francii, Belgii i v Řecku. V roce 2001 se stal certifikovaným osobním trenérem a pracoval i jako manažer fitness společnosti v Londýně. V některých obdobích se živil také jako eskort, realitní makléř či kuchař.
V oblasti gay pornografie debutoval v roce 2004 pro americké studio Lucas Entertainment. Podle vlastního vyjádření oslovil s nabídkou různá studia, když byl znaven svou pověstí „hodného hocha“ a chtěl se projevit z jiné stránky. Prvním jeho filmem se stal Auditions Volume 1, který získal cenu GayVN Award jako Nejlepší poloprofesionální film. Následovalo více než 20 dalších snímků. V roce 2005 ho gay magazín Out vyhlásil Nejžhavější pornohvězdou roku (Hottest Porn Star).
Od roku 2006 si však udělal dvouletou přestávku a věnoval se jiným zaměstnáním, studiu a především léčbě rakoviny. Z „dovolené“ se vrátil v září 2008 snímkem Brothers' Reunion. Jeho osobní úspěch vedl mimo jiné v srpnu 2010 ke spuštění jeho vlastních oficiálních webových stránek WilfriedKnight.com. V té době už měl za sebou 18 filmů pro studio. Australský magazín DNA ho téhož roku uvedl ve svém seznamu Nejvíc sexy mužů.
Po skončení exkluzivní smlouvy se studiem Lucas Entertainment navázal spolupráci i s dalšími studii jako Raging Stallion (2009-2011), Titan Media (2011) či COLT (2012).
Jako modela jej využili např. fotografové Pierre a Gilles (2009), Joe Oppedisano (2011), Ted Buel (2010 a 2011) či Armin Morbach (2011). Pózoval také např. pro kalendář The Men of Lucas Kazan vydaný Bruno Gmünderem na rok 2006 nebo pro kalendáře Unzipped 2007 či Lucas Men 2009.
Knight zavítal také do popkultury, když si jej v roce 2006 vybrala Madonna pro svůj videoklip Sorry.

## Výběrová filmografie
Lucas Entertainment
- Lost (2004)
- Manhattan Heat (2004)
- Dangerous Liaisons (2005)
- Barcelona Nights (2006)
- Brothers Reunion (2008)
- Return to Fire Island (2008)
- Obsession (2009)
- Assassin (2011)

Lucas Kazan Productions
- Decameron: Two Naughty Tales (2005)

Raging Stalion
- Tales of the Arabian Nights (2009)
- Focus/Refocus (2009)
- Cowboys (2011)
- Giants (2011)

Men at Play
- Red (2011)

UK Naked Men
- Studfist (2011)

Titan Media
- Full Fetish (2011)

COLT Studio
- Fur Mountain (2012)

Vystupoval i v dokumentárním filmu Sagat (2011, r. Jérôme M. Oliveira a Pascal Roche) o jeho francouzském kolegovi z branže.

## Ocenění
- 2010 GayVN Awards: Účinkující roku / Performer of the year[22][23]
- 2011 Grabby Awards: Nejlepší verzatilní účinkující / Best versatile performer[24][25]
- 2010 HustlaBall Award: Nejlepší americký herec / Best performer (US)[26]

Kromě proměněné nominace na Účinkujícího roku byl v roce 2010 nominován na GayVN Awards také v kategorii Nejlepší herec za účinkování ve filmu Obsession (Lucas Entertainment) a v kategorii Nejlepší skupinová sexuální scéna za účast ve filmu Focus/ReFocus (Raging Stallion). Neproměněnou nominaci v kategorii Nejlepší herec si vysloužil i o rok dříve, a to za film Brothers' Reunion (Lucas Entertainment). V roce 2006 byl nominován na GayVN Awards ve třech kategoriích: Nejlepší párová scéna, Nejlepší „trojka“ i Nejlepší skupinová scéna, a to za filmy studia Lucas Entertainment Manhattan Heat, resp. Dangerous Liaisons. A první nominaci na tuto cenu si vysloužil už v roce 2005 v kategorii Nejlepší nováček.
V roce 2009 se objevil i v nominacích na prvně vyhlašovanou cenu Chronicles of Pornia Blog Awards v kategorii nejlepších zarostlých účinkujících (Best Hairy Performer).

## Partnerský život a úmrtí
Společně se svým americkým partnerem Jerrym Enriquezem žil pět let v oregonském Portlandu. V roce 2011 Knight dokončil studium čínské medicíny a mohl se věnovat akupunktuře. Konec studia však pro něj znamenal i konec studijního víza. V kanadském Vancouveru s partnerem uzavřeli sňatek, který však legislativa Spojených států neuznávala, a tak se v roce 2012 přestěhovali do Vancouveru.
Jeho partner a manžel později přišel o své zaměstnání v oděvním průmyslu a oběma tak vznikl problém s kanadským pracovním vízem. Jerry Enriquez po devítiletém vztahu dne 21. února 2013 spáchal sebevraždu. Knight se pak potýkal s právními následky jeho smrti, neboť vše včetně společného domu v Portlandu mělo přejít na Enriquezovy rodiče. Dne 5. března 2013 následoval manžela vlastní sebevraždou v hotelu, kde předtím uzavřeli sňatek. Nate MacNamara ze společnosti Lucas Entertainment připomněl, že Knightova smrt přišla také pouhý měsíc po sebevraždě staršího kolegy Arpada Miklose. Knight se s ním setkal při natáčení společných scén pro filmy Manhattan Heat (2004) a Brothers' Reunion (2008), podle vlastních slov s ním dříve i chodil a také Miklosova smrt ho těžce zasáhla.